# Музей современного искусства Аликанте
Музей современного искусства Аликанте (исп. Museo de Arte Contemporáneo de Alicante, сокр. MACA) ― муниципальный музей в городе Аликанте, Испания. Музей был основан в 1976 году по инициативе испанского скульптора Эусебио Семпере. В 2011 году, после капитального ремонта, галерея была открыта вновь и в настоящее время она насчитывает три постоянных выставки и около 800 произведений искусства. Здесь представлены как образцы современного искусства, так и экспонаты XX века. Музей расположен в здании Асегурада ― старейшей гражданской постройки, сохранившейся в городе.  
Три постоянные выставки:
- Собрание произведений искусства XX века включает в себя творческие работы Хуана Миро, Пабло Пикассо, Сальвадора Дали, Хуана Гриса, Хулио Гонсалеса и других крупных испанских художников минувшего века. Все эти картины были с большим трудом собраны Эусебио Семпере, который затем пожертвовал их городу в 1976 году.
- Собрание Хуаны Франсес состоит из картин, эскизов и других графических работ уроженки Аликанте Хуаны Франс[исп.]. Коллекция работу была завещана художницей городу Аликанте и была представлена в музе в 1990 году после её смерти.
- Собрание Эусебио Семпере состоит из различных работ Семпере, начиная с рисунков гуашью на бумаге и заканчивая целыми скульптурами. Коллекция была приобретена городом в 1997 году.

Не все работы из коллекций представлены на выставке. Так, только одна треть коллекции Эусебио Семпере показывается публике за один раз, а остальные две трети идут с чередованием каждые три или четыре месяца.
Здание музея, в свою очередь, также является ещё одним примером современного искусства. Оно было построено по проекту испанских архитекторов Сола Мадридехоса и Хуана Карлоса Санчо. Современное строение включает в себя оригинальный Casa de la Asegurada, который является самым старым гражданским зданием в Аликанте, которое было построено в 1685 году. Возведённый первоначально как зернохранилище, оно на протяжении всей истории также служило в качестве тюрьмы, хранилище для пороха, школы коммерции; когда-то здесь располагалось также и городская мэрия. Оригинальное здание является одним из наиболее ярких примеров архитектуры барокко Аликанте.